# Allée couverte de l'Étang des Essarts
L'allée couverte de l'Étang des Essarts, appelée aussi dolmen des Marets, est un édifice mégalithique situé sur la commune de Champcenest, dans le département de Seine-et-Marne, dont l'authenticité n'est pas avérée.

## Description
Le site est signalé en 1912 comme pouvant être un probable site mégalithique. Dans son état d'alors, ils se présente comme un tas de pierres sans ordre couvert de broussailles. En 1913, la Société d'Histoire et d'Archéologie de l'arrondissement de Provins en entreprend une restauration qui a été effectuée sans relevé précis de la situation antérieure.
L'édifice reconstitué comporte une unique table de couverture (2,90 m de longueur sur 1,95 m de largeur et environ 0,60 m d'épaisseur) reposant sur trois orthostates, l'ensemble étant précédé de sept dalles dressées. Toutes les dalles sont en meulière. L'absence de ce type de roche à l'état naturel sur place, implique que ces dalles ont été volontairement transportées en ce lieu dans une intention précise pouvant correspondre à la volonté d'édifier une construction mégalithique, mais lors des travaux de restauration, aucune découverte d'un quelconque matériel archéologique n'a permis d'en confirmer la probabilité. Des vestiges de sépultures attribuées aux Gaulois auraient été découverts dans le champ voisin.